# Pasarón de la Vera
Pasarón de la Vera település Spanyolországban, Cáceres tartományban. Pasarón de la Vera Jaraíz de la Vera, Torremenga, Majadas, Tejeda de Tiétar, Arroyomolinos de la Vera, Piornal és Garganta la Olla községekkel határos. Lakosainak száma 592 fő (2024).

## Népesség
A település népessége az elmúlt években az alábbi módon változott:
| Lakosok száma | 700  | 698  | 692  | 677  | 677  | 659  | 657  | 632  | 606  | 592  |
|               | 2001 | 2004 | 2006 | 2009 | 2011 | 2014 | 2016 | 2019 | 2021 | 2024 |